# Oberstleutnant
Ne doit pas être confondu avec Oberleutnant.
Oberstleutnant désigne un grade d’officier supérieur dans les armées allemande et autrichienne, et également dans l'armée suisse de langue allemande.
Il s'agit d’un mot composé de la langue allemande, Oberst signifiant « colonel » et Leutnant pouvant être traduit en première approche par « lieutenant » ; l'ensemble signifie par conséquent « lieutenant-colonel », ce qui est effectivement la traduction admise en français pour ce grade. 

## Allemagne

### Historique
Oberstleutnant est un grade de l'Armée allemande, existant depuis le XIXe siècle, qui correspond à celui de lieutenant-colonel en français. Ce grade a été utilisé dans la Deutsches Heer de 1871 à 1919, dans la Reichswehr de 1921 à 1935 et dans la Wehrmacht de 1935 à 1945. Il est utilisé dans la Bundeswehr depuis que celle-ci a été créée en 1955. Dans la nomenclature des grades de l'OTAN, il correspond au code « OF4 ».

#### Schutzstaffel (Waffen-SS, Allgemeine-SS...)
Dans la SS, à l'époque du Troisième Reich, le grade équivalent à Oberstleutnant était celui  de SS-Obersturmbannführer.

### Armée de terre et Armée de l'air
Dans l'Armée de terre et l’Armée de l’air allemandes selon l'ordre hiérarchique croissant, le grade de Oberstleutnant est le deuxième grade d'officier supérieur, après celui de Major. Équivalent au grade de lieutenant-colonel dans l'Armée française, il est toujours utilisé dans la Bundeswehr. Ce grade est hiérarchiquement inférieur au grade d’Oberst, qui est équivalent à celui de colonel dans l'Armée française.

### Marine
Oberstleutnant correspond au grade de Fregattenkapitän dans la Marine allemande — la Deutsche Marine et antérieurement la Kriegsmarine — qui est un équivalent du capitaine de frégate de la Marine nationale française. Fregattenkapitän est le grade immédiatement supérieur à Korvettenkapitän, et immédiatement inférieur à Kapitän zur See.

### Insignes utilisés dans la Bundeswehr
Sur les pattes d’épaule, pour la Heer (Armée de terre) et la Luftwaffe (Armée de l’air), figurent deux losanges argentés, insérées dans des feuilles de chêne.
| Heer (terre)     | Luftwaffe (air)  |
| ---------------- | ---------------- |
| - Oberstleutnant | - Oberstleutnant |

Les losanges et les feuilles de chêne sont assombris sur les tenues camouflées, présentées ci-dessous.
| Heer (terre) | Luftwaffe (air)                                                                              |
| --- | -------------------------------------------------------------------------------------------- |
| - Oberstleutnant i.G. (état-major) - Oberstleutnant (troupes de reconnaissance) - Oberstleutnant d.R. (infanterie mécanisée de réserve) | - Oberstleutnant (camouflage zones tempérées) - Oberstleutnant (camouflage zones tropicales) |